# David Bunetta
David Bunetta (Ledenice 1891. – Rijeka 1964.)  hrvatski arhitekt.

## Životopis
Nakon završene Graditeljske škole u Zagrebu 1912. godine, odlazi na usavršavanje u Berlin i Stuttgart, gdje surađuje s njemačkim arhitektom Paulom Bonatzom na projektu izgradnje glavnoga željezničkog kolodvora.
U Rijeku se vraća uoči Prvoga svjetskog rata te sudjeluje u projektiranju i izgradnji lučkih skladišta. Između dva svjetska rata “izgradio je pola Sušaka“, kako se pripovijedalo. Prema njegovim zamislima nadograđen je hotel Park, a projektirao je niz slikovitih vila na atraktivnim položajima uz morsku obalu Pećina (Kezele, Muller, Korlević, Vitezić, Ružić).
Projektirao je i proširenu kapelu Presvetog Srca Isusova časnih sestara sv. Križa na Sušaku dovršenu 1931. godine. Ta je crkva danas sjedište sušačke Župe sv. Ćirila i Metoda.
Godine 1931. dovršena je osnovna škola u Otavicama prema zamisli Ivana Meštrovića, a po nacrtu Davida Bunette, građena od fino klesana kamena. Dvoetažna prostorna organizacija uključivala je stan za učitelja, dok su prizemne prostorije s južne i istočne strane bile namijenjene nastavi koja se odvijala do početka Domovinskog rata 1991. godine.
U Otavicama je projektirao i antimalaričnu stanicu, objedinivši ga s osnovnom školom u kompleks društveno korisnih građevina koje su 1930-ih godina pridonijele znatnom poboljšanju života i napretku Otavica.
Poslije 1945. zaposlen je u riječkom „Rijeka-projektu“ te radi na mnogim projektima, među kojima ljevaonice i velikog skladišta u Brodogradilištu 3. maj, upravna zgrada tvornice „Torpedo“ itd.